# Crax
Crax é um gênero de aves da família Cracidae.

## Espécies
As seguintes espécies são reconhecidas:
- Crax rubra Linnaeus, 1758
- Crax alberti Fraser, 1852
- Crax daubentoni G.R. Gray, 1867
- Crax alector Linnaeus, 1766
- Crax globulosa Spix, 1825
- Crax fasciolata Spix, 1825
- Crax blumenbachii Spix, 1825